# بيتر فيشر (مؤلف)
بيتر فيشر (بالإنجليزية: Peter Fisher)‏ (19 مايو 1944 - 10 يوليو 2012)؛ روائي أمريكي.